# 5236 Йоко
5236 Йоко (анг. 5236 Yoko) — астероїд головного поясу, відкритий 10 жовтня 1990 року.
Тіссеранів параметр щодо планети Юпітер — 3,551.
Названо на честь Йоко (яп. ようこ(洋子) йо:ко).